# María Antonia de Paz Figueroa
María Antonia de Paz y Figueroa (ur. 1730 w Santiago del Estero, zm. 7 marca 1799 w Buenos Aires) – argentyńska zakonnica, apostołka rekolekcji ignacjańskich, święta Kościoła katolickiego.

## Życiorys
Urodziła się w 1730 roku. Była córką kapitana Francisco Solano de Paz y Figueroa i Andrei de Figueroa. Odwiedziła kościół jezuitów⁣, w którym rozpoczęła współpracę w przygotowaniu rekolekcji. W wieku 15 lat przyjęła czarną szatę jako odzież i imię María Antonia de San José. Zmarła 7 marca 1799 w swym Świętym Domu w Buenos Aires w opinii świętości. 
W 1905 roku rozpoczął się jej proces beatyfikacyjny, gdzie rok później zakończono go, ale wybuch dwóch wojen światowych opóźnił dalszy bieg procesu i prace wznowiono w 1999. Papież Benedykt XVI w 2010 roku dokonał zatwierdzenia dekretu o heroiczności cnót Mamy Antuli po uznaniu w 2002 za cud niewytłumaczalnego uzdrowienia z 1905. 
3 marca 2016 roku papież Franciszek zatwierdził dekret uznający cud za wstawiennictwem czcigodnej służebnicy Bożej, co otwierało drogę do jej beatyfikacji. 
27 sierpnia tego samego roku w miejscowości jej urodzenia odbyła się jej beatyfikacja, gdzie w imieniu papieża przewodniczył jej kard. Angelo Amato. 
24 października 2023 roku papież Franciszek podpisał dekret uznający cud za wstawiennictwem bł. Marii Antonii, co otworzyło drogę do jej kanonizacji. 16 grudnia tego samego roku Dykasteria Spraw Kanonizacyjnych wydała komunikat o ogłoszeniu daty kanonizacji.
11 lutego 2024 roku został dokonany akt wyniesienia Maríi Antonii do chwały świętych, podczas eucharystii sprawowanej przez papieża Franciszka w bazylice św. Piotra w Watykanie. Jest pierwszą w historii świętą pochodzącą z Argentyny.
Jej wspomnienie liturgiczne obchodzone jest 7 marca (dies natalis).